# Oberaurach
Oberaurach är en kommun i Landkreis Haßberge i Regierungsbezirk Unterfranken i förbundslandet Bayern i Tyskland.
Kommunen bildades 1 maj 1978 genom en sammanslagning av kommunerna Dankenfeld, Fatschenbrunn, Kirchaich, Neuschleichach, Oberschleichach, Tretzendorf, Trossenfurt och Unterschleichach.